# Božja Slava Band
Božja Slava Band hrvatski je kršćanski glazbeni sastav.

## Povijest
Sastav je nastao iz molitvene zajednice u zagrebačkoj župi Krista Kralja. Prvi puta javno nastupaju 1994. godine na božićnom koncertu u crkvi sv. Katarine. Otada nastupaju na nizu festivala duhovne glazbe poput Uskrs festa i KRAPINAfesta i održavaju mnoge koncerte u klubu Boogaloo, Tvornici kulture i Ciboni. Pratili su Nadbiskupijski zbor mladih na susretu s papom Benediktom XVI. s mladima na zagrebačkom Jelačićevom trgu u lipnju 2011. godine.
Središnji dio njihovog rada čini molitva kroz koju se izgrađuju i stvaraju. Okuplja mlade koji se bave duhovnom glazbom. Snimili su razne prerade strane kršćanske glazbe uz poneko autorsko ostvarenje.

## Diskografija
Singlovi (nepotpun popis)
- Moj Isus (2003.)
- On dolazi da spasi vas (2019.)
- Duše Sveti (Katie & Bryan Torwalt cover, 2019.)
- Oče moj (2021.)
- Reci samo riječ[3]

## Vanjske poveznice
Mrežna mjesta
- Božja Slava Band Officcial, službeni youtube kanal